# 機械臂 (動畫)
《機械臂》是2024年10月3日播放，TriF Studios製作、岡本Sae執導的原創動畫。本作最初於2014年12月公佈，並於2016年開啟製作募款。

## 登場人物

### 主要人物
天束光（聲：豐永利行）
本作主角、高中生。
阿爾瑪（聲：杉田智和）
機械臂、寄生在天束光外套的衣帽上。已失去自身記憶。
白山芽瑠（聲：上田麗奈）

### ARMS
村雨晶（聲：嶋村侑）
受艾爾吉斯的命令擔任阿爾瑪的護衛兼監視人。
西尼斯&德基斯（聲：石川界人）
寄生於村雨晶腿上的機械臂。
艾爾吉斯（聲：東地宏樹）
ARMS的領導人。
菲斯特（聲：中村悠一）
寄生於艾爾吉斯身上的機械臂，阿爾瑪的哥哥。
昆恩（聲：上西哲平）

### 耶我廻集團
カガミ（聲：朴璐美）

トウドウ（聲：天月）

托絲（聲：石上静香）

瓦納（聲：福島潤）

## 電視動畫

### 主題曲
片頭曲
演唱：セツコ，作詞：，作曲、編曲：泽野弘之
片尾曲karma
演唱：セツコ，作詞：，作曲、編曲：泽野弘之

### 各話列表
| 話數 | 標題                   | 劇本                 | 分鏡     | 演出    | 作畫監督 | 總作畫監督 | 首播日期       |
| ---- | ---------------------- | -------------------- | -------- | ------- | -------- | ---------- | -------------- |
| 1    | 機械臂師               | 中西泰博、TriF       | 岡本Sae  | 岡本Sae | 宮野頌子 | 待公布     | 2024年 10月4日 |
| 2    | 生存的世界差異過大     | 保坂步、TriF         | 岡本Sae  | 待公布  | 宮野頌子 | 待公布     | 10月11日       |
| 3    | 伸出手的是你的意志     | 山本、TriF           | 岡本Sae  | 待公布  | 宮野頌子 | 待公布     | 10月18日       |
| 4    | 明明是很重要的事情     | TriF、保坂步（协力） | 西位辉实 | 待公布  | 宮野頌子 | 待公布     | 10月25日       |
| 5    | 有什麼隱瞞嗎？         | 山本、TriF           | 松尾慎   | 待公布  | 宮野頌子 | 待公布     | 11月1日        |
| 6    | 朋友也就是那個…        | 铃木悠太、TriF       | 仲敷沙织 | 待公布  | 宮野頌子 | 待公布     | 11月8日        |
| 7    | 就因为和我相遇了……     | TriF                 | 岡本Sae  |         |          |            | 11月15日       |
| 8    | 你的腿實在是太慢了     | TriF                 | 岡本Sae  |         |          |            | 11月22日       |
| 9    | 你不是最強的嗎！       | TriF                 | 松尾慎   |         |          |            | 11月29日       |
| 10   | 想起來吧，弟弟         | TriF、堤真矢（協力） | 岡本Sae  |         |          |            | 12月6日        |
| 11   | 別在這種地方停下來啊！ | TriF                 | 岡本Sae  |         |          |            | 12月13日       |
| 12   | 仍繼續前行             | TriF                 | 岡本Sae  |         |          |            | 12月20日       |

## 外部連結
- 官方网站 -動畫（日語）
- 機械臂的X（前Twitter）（日語）